# Martin Welz
Martin Welz ist ein deutscher Politikwissenschaftler.

## Leben
Ein Studium der Politik- und Verwaltungswissenschaften an der Universität Konstanz von 2003 bis 2006 schloss Welz mit dem Bachelor of Arts ab. Anschließend studierte er von 2006 bis 2007 Internationale Beziehungen an der London School of Economics and Political Science und erwarb den Master of Science. 2011 wurde Welz mit einer Arbeit zur Afrikanischen Union an der Universität Konstanz promoviert. Seit 2023 ist er Professor für Vergleichende Politische Kulturforschung an der Universität der Bundeswehr München. 
Seine Forschungsschwerpunkte sind Beziehungen der Vereinten Nationen mit regionalen Organisationen; regionale Integrationsprozesse, insbesondere Afrikanische Union; Außen- und Migrationspolitik der Afrikanischen Union und Auswirkungen der Dekolonisation auf das südliche Afrika.

## Schriften (Auswahl)
Monografien
- Integrating Africa. Decolonization's legacies, sovereignty, and the African Union (= Routledge global institutions series. Band 68). Routledge, Abingdon 2013, ISBN 0-415-52201-3 (243 S.).
- Afrika seit der Dekolonisation. Geschichte und Politik (= Ländergeschichten). Kohlhammer, Stuttgart 2020, ISBN 978-3-17-032787-0 (301 S., [Rezension]).
- Africa since decolonization. The history and politics of a diverse continent. Cambridge 2021, ISBN 978-1-108-46556-4.

Zeitschriftenbeiträge
- Zimbabwe's 'inclusive government': some observations on its first 100 days. In: The Round Table. Band 99, Nr. 411, 2010, ISSN 0035-8533, S. 605–619 (uni-konstanz.de).
- A "culture of conservatism": How and why African Union member states obstruct the deepening of integration. In: Strategic Review for Southern Africa. Band 36, Nr. 1, 2014, ISSN 1013-1108, S. 4–24 (uni-konstanz.de).

Hochschulschriften
- The African Union Integration vs. Souvereignty. Dissertation. Universität Konstanz, 2011. OCLC 802661917